# Esercito ciadiano
L'esercito ciadiano (in lingua francese: Armée de terre tchadienne) è una delle forze armate del Ciad.

## Storia
L'esercito ciadiano è protagonista in numerose battaglie che coinvolge il Ciad ed altri paesi limitrofi, tra cui la Libia nella guerra per il controllo della Striscia di Aozou.
Nel 2021 è coinvolta in una guerra etnica nel paese con la morte del presidente ciadiano, Idriss Déby, e la presa del potere del figlio Mahamat Déby Itno che è il generale dell'esercito del Ciad.